# Estebanía
Estebanía è un comune della Repubblica Dominicana di 7.754 abitanti, situato nella Provincia di Azua.